# Constantin Cotimanis
Constantin „Bebe” Cotimanis (n. 18 februarie 1955, București, România) este un actor român. A jucat în filme precum Paranoia 1.0 (2004), Asfalt Tango (1996) sau Epicenter (2000).
De asemenea, a interpretat rolul lui „Grigore Varlam”, un interlop foarte bogat, din serialul Lacrimi de iubire (2005-2006).
A mai jucat un rol foarte important în serialul "Vlad", anume Cezar Cristoloveanu, un interlop periculos, care l-a ajutat pe Vlad (Adrian Nartea) să iasă din închisoare, fiind condamnat pe nedrept de crimă. Nu în ultimul rând, a fost unul din jurații emisiunii Românii au talent, în anul 2015.
În toamna anului 2020, din motive economice, părăsește echipa postului PRO TV, a cărei voce-emblemă a fost timp de mai bine de 25 de ani. Din 5 octombrie 2020, Cotimanis a devenit, oficial, vocea postului Prima TV.
În anul 2019, a jucat în filmul „Între chin și amin”, regizat de Toma Enache, primul film artistic având ca subiect Experimentul Pitești. Pentru rolul Ciumău, interpretat în acest film, a obținut premiul pentru cel mai bun actor secundar într-un film străin la North Europe International Film Festival, organizat la Londra în 2020.

## Filmografie
- Misterele Bucureștilor (1983)
- Iacob (1988)
- A unsprezecea poruncă (1991)
- Hotel de lux (1992)
- Începutul adevărului (Oglinda) (1994)
- Dark Angel: The Ascent (1994) - Profet mincinos
- Asfalt Tango (1996)
- Babe - cel mai curajos porc din lume (1996) - Arthur Hoggett (voce, versiunea română)
- Triunghiul morții (1999)
- Amen. (2002) - Pruffer
- Garcea și oltenii (2002) - narator
- Zbor deasupra unui cuib de curci (2003) - Nea Fănică
- Magnatul (2004) - Ion Velicu
- Paranoia 1.0 (2004) - Detectivul Polanski
- „15” (2005) - deputatul Coriolan Drăgoescu
- Lacrimi de iubire (2005) - Grigore Varlam
- "Păcatele Evei" (2005) - Grigore Varlam (rol special)
- Happy End (2006) - Manole Costea, fratele senatorului
- Daria, iubirea mea (2006) - Nicky Nae Novac
- Doctori de mame (2008) - Doctor
- Regina (2009) - Marcel
- State de România (2009) - Marcel Florentin Popeangă
- Narcisa sălbatică (2011) - Mircea Cernat (sezonul 3)
- Pariu cu viața (2013) - Traian Minea
- O nouă viață (2014) - Traian Minea
- Coborâm la prima (2018) - Părintele[3]
- Pup-o, mă! (2018) - Minteuan
- Vlad (2019) - Cezar Cristoloveanu („Inginerul”)
- Între chin și amin (2019) - Ciumău